# Possenbach
Ca. 500 Meter westlich von Possendorf auf der Ilm-Saale-Platte entspringt der fünf Kilometer lange Possenbach, der flach eingekerbt in östliche Richtung fließt. Er ist ein Fließgewässer 2. Ordnung.
Der Bach schneidet in einem steilen Kerbtal, wo Schichten des mittleren Muschelkalks und Trochitenkalks auftreten, den Schlosspark Belvedere und den an diesen anschließenden Forst Belvedere. Er wurde in die Parkgestaltung einbezogen und zeitweilig aufgestaut. Dauerhaften Erfolg hatte diese Maßnahme allerdings nicht. Der Possenbach mündet unweit von Taubach in die Ilm, nachdem er eine Lößlandschaft durchflossen hat. Am Randbereich des Parkes von Belvedere durchbricht er die Ilmtalstörung. An drei Stellen sind Brücken vorhanden, die die durch ihn getrennten Gebiete miteinander verbinden. Unweit von Taubach in der Nähe eines Sportplatzes überquert der Ilmtal-Radweg von Weimar/Ehringsdorf in Richtung Mellingen den Possenbach.
Während die Brunnen des Belvederer Parks auf der nördlichen Seite letztlich in die Ilm (Saale) eingeleitet werden, so fließen die am Südhang befindlichen in den Possenbach.